# Comuna Nerežišća, Split-Dalmația
Nerežišća este o comună în cantonul Split-Dalmația, Croația, având o populație de 862 de locuitori (2011).

## Demografie
Componența etnică a comunei Nerežišća
     Croați (98,84%)
     Necunoscut (0,58%)
     Neclasificat (0,35%)
Componența confesională a comunei Nerežišća
     Catolici (94,43%)
     Fără religie și atei (2,09%)
     Necunoscută (2,44%)
     Alte religii (1,04%)
Conform recensământului din 2011, comuna Nerežišća avea 862 de locuitori. Din punct de vedere etnic, majoritatea locuitorilor (98,84%) erau croați. Apartenența etnică nu este cunoscută în cazul a 0,58% din locuitori. Din punct de vedere confesional, majoritatea locuitorilor (94,43%) erau catolici, cu o minoritate de persoane fără religie și atei (2,09%). Pentru 2,44% din locuitori nu este cunoscută apartenența confesională.